# Saint-Victor-de-Malcap
Saint-Victor-de-Malcap là một xã ở tỉnh Gard. Xã này có diện tích 10,87 km², dân số năm 1999 là 629 người. Khu vực này có độ cao trung bình 117 mét trên mực nước biển.